# Molnbas

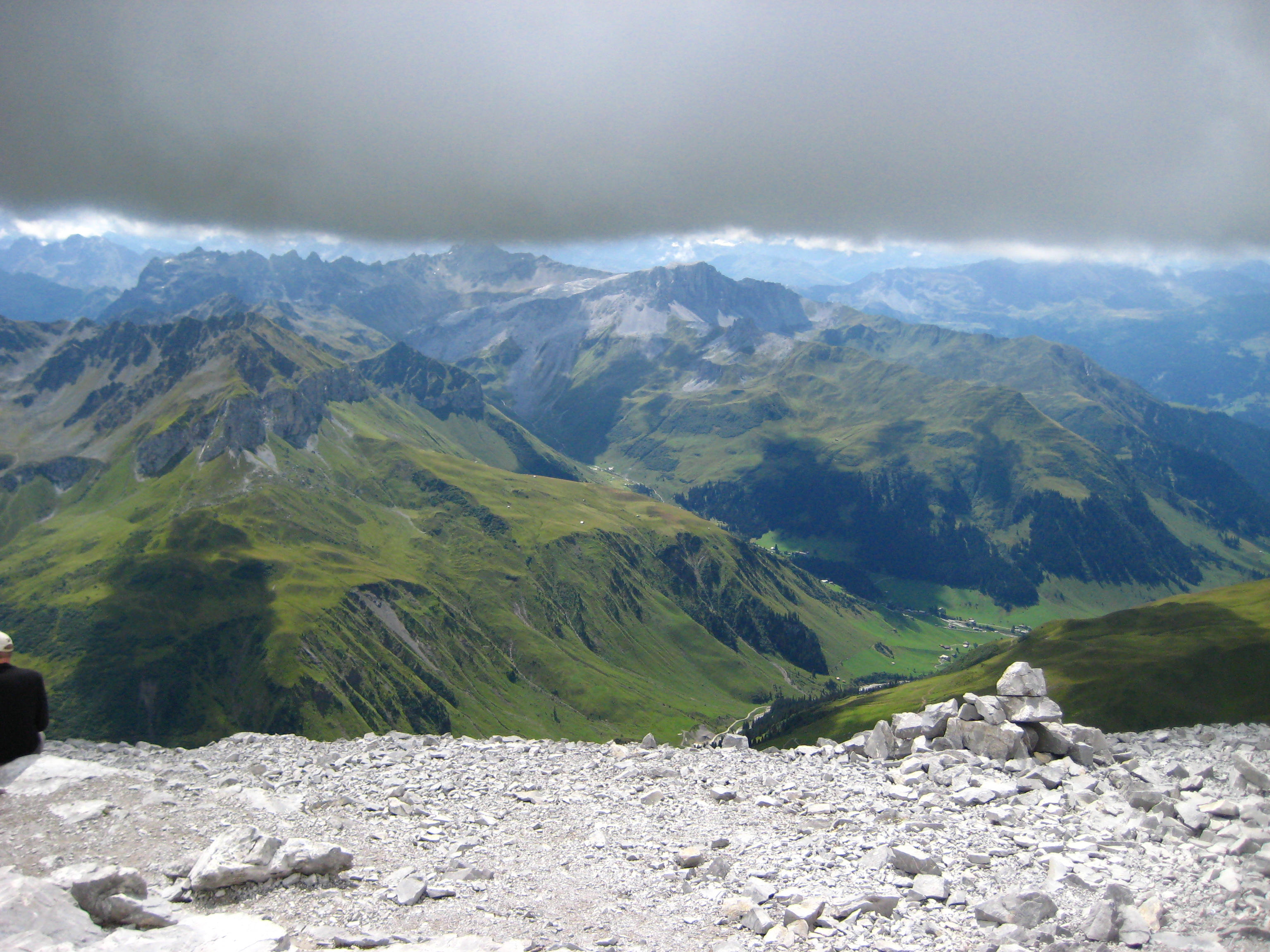
Molnbasen syns i övre delen av bilden. Rätikon, Schweiz den 13 augusti 2007.

En molnbas är den lägsta delen av ett moln (molnets undersida). Mer exakt är det den lägsta nivå i molnet som inte kan klassas som dis.
Cumulusmoln har en tydlig molnbas som motsvarar kondensationsnivån. Eftersom kondensationsnivån ofta är densamma i ett stort område får alla cumulusmoln vanligen molnbasen på samma höjd.
Avståndet från marken till molnbasen benämns molnhöjd.